# Marvel Studios
Marvel Studios, LLC (cunoscută inițial sub numele de Marvel Films din 1993 până în 1996) este o companie americană de producție de film și televiziune. Marvel Studios este creatorul Marvel Cinematic Universe (MCU), o franciză media și univers partajat de filme și seriale de televiziune produse de studio, bazate pe personaje care apar în Marvel Comics publicații. Studioul a fost fondat de Avi Arad ca parte a Marvel Entertainment și a fost condus de producătorul Kevin Feige, care este președinte, din 2007.